# Cuadernos negros
Los Cuadernos negros (en alemán Schwarze Hefte) se componen de treinta y cuatro cuadernillos con cubiertas enceradas de color negro en los que el filósofo Martin Heidegger redactó una serie de apuntes entre 1931 y 1976. Eran de carácter inédito hasta el inicio de su publicación en 2014, la cual permitirá arrojar nueva luz sobre su nivel de compromiso personal con el nacionalsocialismo y revaluar la dimensión política de su pensamiento.

## Distribución
Los primeros catorce cuadernillos – publicados originalmente en alemán en 2014 en tres volúmenes – se titulan Reflexiones (Überlegungen) y abarcan los años transcurridos entre 1931 y 1941.
Les siguen otros nueve que se corresponden a Observaciones (Anmerkungen) - cinco publicados en 2015 y los otros cuatro en 2018, en sendos volúmenes.
Los once restantes están en proceso de edición y se distribuyen de la siguiente manera:
1. Dos se corresponden a Cuadernos cuádruples (Vier Hefte).
2. Otros dos a Vigilias (Vigilae).[1]
3. Uno a Nocturno (Notturno).
4. Dos a Guiños (Winke).
5. Cuatro a Provisionales (Vorläufiges).

En los últimos años han aparecido otros dos cuadernos Megistón (Megiston) y Palabras  fundamentales (Grundworte). Por el momento no está previsto que estos dos últimos cuadernos se publiquen en el marco de la Gesamtausgabe (Obra completa).

## Ediciones
En alemán
- Peter Trawny (ed.): Martin Heidegger: Überlegungen II-VI (Schwarze Hefte 1931–1938). Gesamtausgabe Band 94. Klostermann, Frankfurt am Main 2014, ISBN 978-3-465-03814-6.
- Peter Trawny (ed.): Martin Heidegger: Überlegungen VII-XI (Schwarze Hefte 1938/39). Gesamtausgabe Band 95. Klostermann, Frankfurt am Main 2014, ISBN 978-3-465-03832-0.
- Peter Trawny (ed.): Martin Heidegger: Überlegungen XII-XV (Schwarze Hefte 1939–1941). Gesamtausgabe Band 96. Klostermann, Frankfurt am Main 2014, ISBN 978-3-465-03838-2.
- Peter Trawny (ed.): Martin Heidegger: Anmerkungen I-V (Schwarze Hefte 1942–1948). Gesamtausgabe Band 97. Klostermann, Frankfurt am Main 2015, ISBN 978-3-465-03870-2.
- Peter Trawny (ed.): Martin Heidegger: Anmerkungen VI-IX (Schwarze Hefte 1948/9–1951). Gesamtausgabe Band 98. Klostermann, Frankfurt am Main 2018, ISBN 978-3-465-00583-4.
- Peter Trawny (ed.): Martin Heidegger: Vier Hefte I und II (Schwarze Hefte 1947–1950). Gesamtausgabe Band 99. Klostermann, Frankfurt am Main 2019, ISBN 978-3-465-00776-0.
- Peter Trawny (ed.): Martin Heidegger: Vigiliae und Notturno ("Schwarze Hefte" 1952/53 bis 1957). Gesamtausgabe Band 100. Klostermann, Frankfurt am Main 2020 ISBN 978-3-465-01121-7.
- Peter Trawny (ed.): Martin Heidegger: Winke I und II (Schwarze Hefte 1957–1959). Gesamtausgabe Band 101. Klostermann, Frankfurt am Main 2020, ISBN 978-3-465-01734-9.
- Peter Trawny (ed.): Martin Heidegger: Vorlaufiges I-IV (Schwarze Hefte 1963–1970). Gesamtausgabe Band 102. Klostermann, Frankfurt am Main 2021, ISBN 978-3-465-02687-7.

En español
- Heidegger, Martin (2015-). Reflexiones-Cuadernos negros. Obra completa, rústica. Traducción Alberto Ciria. Colección Estructuras y Procesos. Filosofía. Madrid: Editorial Trotta.

1. Reflexiones II-VI-Cuadernos negros 1931-1938. 424 páginas. 2015. ISBN 978-84-9879-603-2.[10]
2. Reflexiones VII-XI-Cuadernos negros 1938-1939. 384 páginas. 2017. ISBN 978-84-9879-645-2.[11]
3. Reflexiones XII-XV-Cuadernos negros 1939-1941. 248 páginas. 2019. ISBN 978-84-9879-778-7.
4. Anotaciones I-V. Cuadernos negros (1942-1948). 468 páginas. 2022. ISBN 978-84-1364-068-6.